# Mina Peñasquito

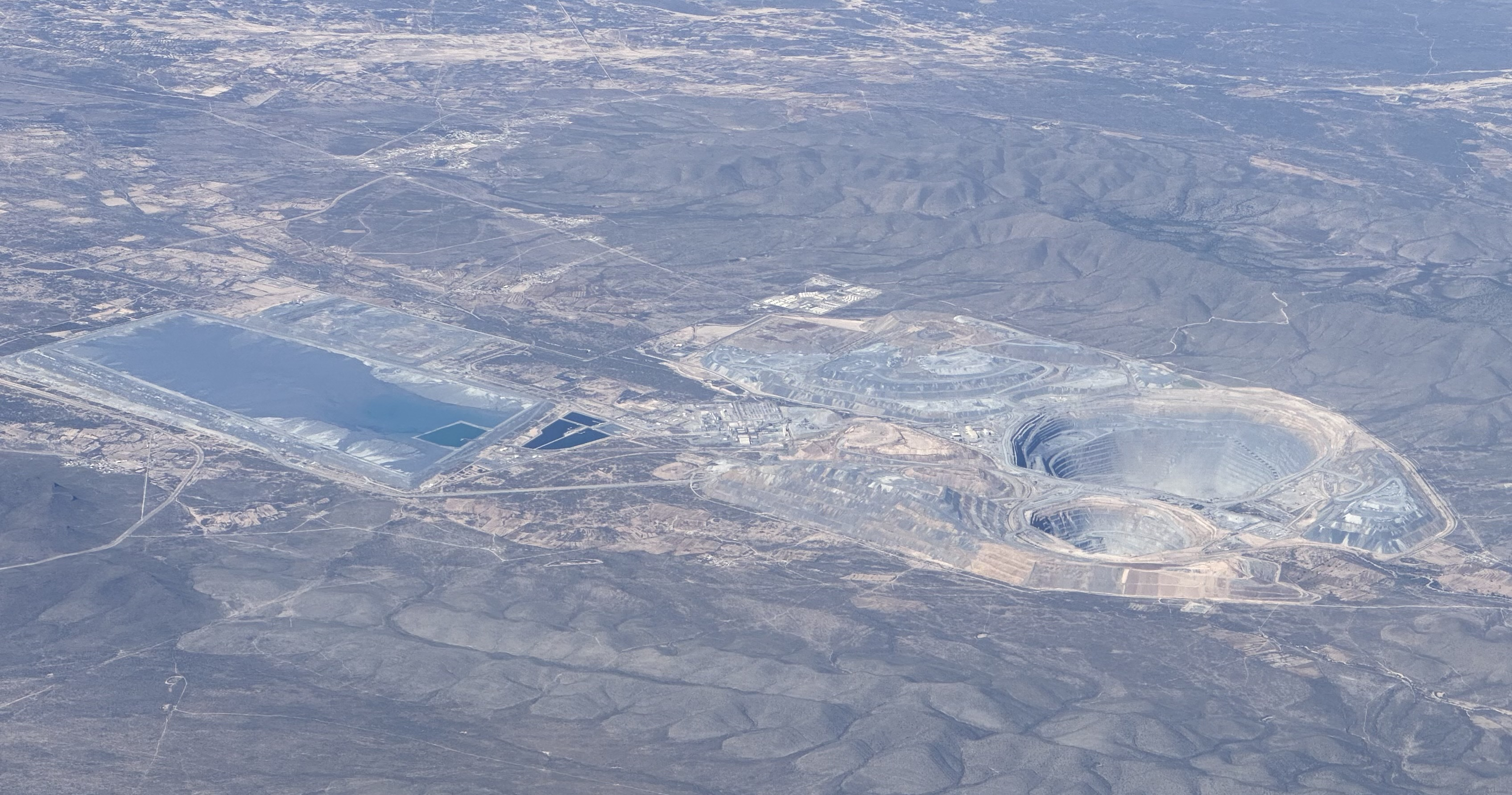
Vista aèria de la mina Peñasquito

La Mina Peñasquito, oficialment Mina Polimetálica Peñasquito és la cinquena mina de plata més gran del món i la segona més gran de Mèxic. Està situada a l'extrem nord-est de l'Estat de Zacatecas i és propietat absoluta de Newmont. Es tracta d'una explotació a cel obert que va iniciar operacions al març de 2010, però tot i així va aconseguir produir 13,952,600 unces d'argent aquell any. Les reserves estimades per a la Mina Peñasquito són 17.82 milions d'unces d'or, 1,070.1 milions d'unces de plata, 3,214 tones de plom i 7,098 milions de tones de zinc.

## Geologia
La roca nativa del lloc està formada per sediments mesozoics que es van dipositar a la Conca de Mèxic (Geosinclinal de Mèxic). Aquests sediments van ser intruidos per pòrfirs de quars-feldespat, pòrfirs de quars-monzonita i altres intrusius feldespat-fíricos des de finals de l'Eocè fins a mitjan Oligoceno, que formen llindars, dics i estocs . El mineral principal de la Mina Polimetálica Peñasquito es troba en dues bretxes diatremas, denominades Penyal i Bretxa Blava. La mineralització conté or, plata, plom i zinc. Les diatremas s'eixamplen cap amunt i estan plenes de roques rurals brechadas i intrusions. La roca que envolta les diatremas conté galena, esfalrita i sulsosales disseminades dins d'embolcalls d'alteració hidrotermal filica (sericita – pirita – quars ) i proplítica ( clorita – epidota – pirita). On les diatremas es creuen amb unitats de pedra calcària es produeixen dipòsits de mineralització de mena.

## Manifestacions de 2017
Una manifestació que va durar una setmana va interrompre les operacions en la mina Peñasquito durant la primera setmana d'octubre de 2017. Goldcorp es va veure obligada a "anunciar una suspensió temporal d'operacions a causa d'un bloqueig per part de camioners que protestaven per la pèrdua de contractes en el major dipòsit d'or del país".